# 映画 HUGっと!プリキュア♡ふたりはプリキュア オールスターズメモリーズ
- プリキュアシリーズ
  - HUGっと!プリキュア > 映画 HUGっと!プリキュア♡ふたりはプリキュア オールスターズメモリーズ
  - ふたりはプリキュア > 映画 HUGっと!プリキュア♡ふたりはプリキュア オールスターズメモリーズ
  - プリキュアオールスターズ > 映画 HUGっと!プリキュア♡ふたりはプリキュア オールスターズメモリーズ

『映画 HUGっと!プリキュア♡ふたりはプリキュア オールスターズメモリーズ』（えいが はぐっとプリキュア ふたりはプリキュア オールスターズメモリーズ）は、2018年10月27日に公開された日本のアニメ映画。『映画プリキュア オールスターズメモリーズ』や『映画HUGっと!プリキュア・ふたりはプリキュア』、『映画HUGプリ』などと略称されることもある。
キャッチコピーは「あなたとの想い出、私たちはずっと忘れない―！」「ありがとう15周年！シリーズ史上最高55人！みんなの想いが未来をひらく！」。

## 概要
「プリキュアシリーズ」15周年記念作品。2018年3月17日に公開された『映画 プリキュアスーパースターズ!』で『映画 HUGっと!プリキュア♡ふたりはプリキュア』が特報で発表され、同年6月17日に本タイトルへの正式決定が発表された。
本作品は、当時現行作品であった『HUGっと!プリキュア』とシリーズ第1作『ふたりはプリキュア』を中心としたクロスオーバー作品であると同時に、『映画 プリキュアオールスターズ みんなで歌う♪奇跡の魔法!』（2016年）以来となる「プリキュアオールスターズ」を冠した作品でもあり、テレビシリーズの歴代プリキュア55人がオリジナルキャストによる声出しで出演する。歴代プリキュア全員の声付き出演は2011年の『映画 プリキュアオールスターズDX3 未来にとどけ! 世界をつなぐ☆虹色の花』以来7年半ぶりであり、前作までのプリキュアオールスターズシリーズはすべて春公開だったが、本作品は初の秋公開となった。一方で製作委員会の表記からも分かるように、『HUGっと!プリキュア』における秋公開のシリーズ単作映画としても位置づけられている。
監督は2015年10月公開の『映画 Go!プリンセスプリキュア Go!Go!!豪華3本立て!!!』の一篇『プリキュアとレフィのワンダーナイト!』や2017年3月公開の『映画 プリキュアドリームスターズ!』で同職を務めた宮本浩史が務め、『ドリームスターズ!』同様にセルアニメと3DCGアニメを組み合わせた作品となる。
プリキュアの台詞の収録は2回に渡って行われ、3DCGパートは『HUGっと!』放送開始前の2018年1月に開始しており、前作『映画 プリキュアスーパースターズ!』よりも先行している。その後、セルパートの台詞の収録が同年8月に行われた。
ゲスト声優として、敵キャラクター・ミデン役にはシリーズ初出演となる声優・宮野真守が担当、起用について宮野は「プリキュアの記念すべき作品に出演することが出来てすごく幸せです。歴代プリキュア、55人が勢揃いすることに僕自身もとても興奮しました」と語っている。また女優・モデルの山本美月も本作品の映画宣伝隊長になるとともに、レポーター役としてゲスト出演する。アニメ好きで大のプリキュアファンでもある山本は「この15周年という記念の年に、しかも映画宣伝隊長という形で携わることができて大変光栄に思っています。そして、映画にも出演できると聞いたときは、うれしかったですし、（役として）憧れていたプリキュアと会話したときは本当に感動しました」と語っている。
映画恒例の「プロローグでのミラクルライトの解説」は、本作品では『HUGっと!』のキュアエール・はぐたん・ハリーが担当する。
登場するプリキュアの総数が上述のとおり55人に達したことから、制作した東映アニメーションがギネスワールドレコーズ社に「アニメ映画に登場する最も多いマジカル戦士の数」のカテゴリで世界記録を申請、映画公開日の2018年10月27日付けでギネス世界記録として認定を受けている。また2018年12月28日には『CGWORLD』誌主催の第4回CGWORLD AWARDS作品賞（CGアニメーション部門）、2019年1月30日にはVFX-JAPAN主催のVFX-JAPANアワード 2019劇場公開アニメーション映画部門優秀賞を受賞している。
上映終了後には、特報で『映画 プリキュアミラクルユニバース』が2019年3月16日に公開されることが発表された。

### 興行成績
2018年10月27・28日の初日2日間に全国230スクリーンで公開、30万9781人を動員し、興収3億5357万7300円を記録、映画観客動員ランキング（興行通信社調べ）で初登場第1位に入った。プリキュア映画シリーズの初登場第1位は前年2017年10月公開の『映画 キラキラ☆プリキュアアラモード パリッと!想い出のミルフィーユ!』に続き2年連続3回目で、同作品（217スクリーン、17万659人、1億9310万1900円）と比較して182.9%、これまで初動最高記録だった2018年3月公開の前作『映画 プリキュアスーパースターズ!』（214スクリーン、20万2750人、2億2623万6600円）をも上回る結果となった。配給元の東映も「これまでの24作品と比較して春秋を通じ歴代1位の大ヒットスタート」と説明している。ぴあによる初日満足度ランキングでも満足度92.4を獲得し、第1位となっている。
その後も興行は順調に推移し、5週目の時点で累計観客動員90万人、累計興収10億円を突破、2019年1月に日本映画製作者連盟から発表された2018年の邦画興行収入では11億5000万円を記録、同年2月21日に行われた本作品の応援上映イベントではこれまでの最高記録だった『映画 プリキュアオールスターズDX2 希望の光☆レインボージュエルを守れ!』（最終興収11億5000万円）を抜いて歴代最高興収になったことが発表された。

## あらすじ
街で暴れるモンスターを撃退したキュアブラック・キュアホワイト・シャイニールミナス。ところが、そこへ現れた謎の怪物・ミデンによってルミナスは子供に変えられてしまう。ミデンは歴代のプリキュア達から想い出を奪い、ベビープリキュアに変えてしまっていた。さらにはな達の元にもミデンは現れ、はなは加勢に駆けつけたブラックやホワイトと共に戦うが、キュアアンジュ・キュアエトワール・キュアマシェリ・キュアアムール・ホワイトまでもが幼児に戻されてしまった。自分の事をすべて忘れてしまった幼い仲間達を前に悲嘆と絶望に沈むはなと、ほのかがいなければプリキュアに変身できないなぎさは絶体絶命の大ピンチに陥る。

## 登場キャラクター
作中には登場していないが、残りの歴代妖精たちは本作品のパンフレットに記載されている。

### HUGっと!プリキュア
初期メンバー3人と妖精ポジションの2人はオールスターズ作品初登場で、えみる（キュアマシェリ）とルールー（キュアアムール）は映画初登場となる。
プリキュア
野乃 はな（のの はな） / キュアエール
声 - 引坂理絵
薬師寺 さあや（やくしじ さあや） / キュアアンジュ
声 - 本泉莉奈
輝木 ほまれ（かがやき ほまれ） / キュアエトワール
声 - 小倉唯
愛崎 えみる（あいさき えみる） / キュアマシェリ
声 - 田村奈央
ルールー・アムール / キュアアムール
声 - 田村ゆかり
妖精
はぐたん
声 - 多田このみ
物語中盤、プリキュアたちとはぐれてしまい幼児化したプリキュアたちが遊んでいた部屋に落ちてしまう。
ハリハム・ハリー
声 - 野田順子（ハムスター体） / 福島潤（人間体）
物語中盤、はぐたんを追いかけて幼児化したプリキュアたちが遊んでいた部屋に落ちてしまう。

### ふたりはプリキュア / ふたりはプリキュア Max Heart
プリキュア
美墨 なぎさ（みすみ なぎさ）/ キュアブラック
声 - 本名陽子
雪城 ほのか（ゆきしろ ほのか） / キュアホワイト
声 - ゆかな
九条 ひかり（くじょう ひかり） / シャイニールミナス
声 - 田中理恵
妖精
メップル
声 - 関智一
ミップル
声 - 矢島晶子

### ふたりはプリキュア Splash Star
プリキュア
日向 咲（ひゅうが さき） / キュアブルーム
声 - 樹元オリエ
美翔 舞（みしょう まい） / キュアイーグレット
声 - 榎本温子

### Yes!プリキュア5 / Yes!プリキュア5GoGo!
プリキュア
夢原 のぞみ（ゆめはら のぞみ）/キュアドリーム
声 - 三瓶由布子
夏木 りん（なつき りん） / キュアルージュ
声 - 竹内順子
春日野 うらら（かすがの うらら） / キュアレモネード
声 - 伊瀬茉莉也
秋元 こまち（あきもと こまち） / キュアミント
声 - 永野愛
水無月 かれん（みなづき かれん） / キュアアクア
声 - 前田愛
ミルク / 美々野 くるみ（みみの くるみ） / ミルキィローズ
声 - 仙台エリ

### フレッシュプリキュア!
プリキュア
桃園 ラブ（ももぞの ラブ） / キュアピーチ
声 - 沖佳苗
蒼乃 美希（あおの みき） / キュアベリー
声 - 喜多村英梨
山吹 祈里（やまぶき いのり） / キュアパイン
声 - 中川亜紀子
東 せつな（ひがし せつな） / キュアパッション
声 - 小松由佳

### ハートキャッチプリキュア!
プリキュア
花咲 つぼみ（はなさき つぼみ） / キュアブロッサム
声 - 水樹奈々
来海 えりか（くるみ えりか） / キュアマリン
声 - 水沢史絵
明堂院 いつき（みょうどういん いつき） / キュアサンシャイン
声 - 桑島法子
月影 ゆり（つきかげ ゆり） / キュアムーンライト
声 - 久川綾

### スイートプリキュア♪
プリキュア
北条 響（ほうじょう ひびき） / キュアメロディ
声 - 小清水亜美
南野 奏（みなみの かなで） / キュアリズム
声 - 折笠富美子
黒川 エレン（くろかわ エレン） / キュアビート
声 - 豊口めぐみ
調辺 アコ（しらべ アコ） / キュアミューズ
声 - 大久保瑠美

### スマイルプリキュア!
プリキュア
星空 みゆき（ほしぞら みゆき） / キュアハッピー
声 - 福圓美里
日野 あかね（ひの あかね） / キュアサニー
声 - 田野アサミ
黄瀬 やよい（きせ やよい） / キュアピース
声 - 金元寿子
緑川 なお（みどりかわ なお） / キュアマーチ
声 - 井上麻里奈
青木 れいか（あおき れいか） / キュアビューティ
声 - 西村ちなみ

### ドキドキ!プリキュア
プリキュア
相田 マナ（あいだ マナ） / キュアハート
声 - 生天目仁美
菱川 六花（ひしかわ りっか） / キュアダイヤモンド
声 - 寿美菜子
四葉 ありす（よつば ありす） / キュアロゼッタ
声 - 渕上舞
剣崎 真琴（けんざき まこと） / キュアソード
声 - 宮本佳那子
円 亜久里（まどか あぐり） / キュアエース
声 - 釘宮理恵

### ハピネスチャージプリキュア!
プリキュア
愛乃 めぐみ（あいの めぐみ） / キュアラブリー
声 - 中島愛
白雪 ひめ（しらゆき ひめ） / キュアプリンセス
声 - 潘めぐみ
大森 ゆうこ（おおもり ゆうこ） / キュアハニー
声 - 北川里奈
氷川 いおな（ひかわ いおな） / キュアフォーチュン
声 - 戸松遥

### Go!プリンセスプリキュア
プリキュア
春野 はるか（はるの はるか） / キュアフローラ
声 - 嶋村侑
海藤 みなみ（かいどう みなみ） / キュアマーメイド
声 - 浅野真澄
天ノ川 きらら（あまのがわ きらら） / キュアトゥインクル
声 - 山村響
紅城 トワ（あかぎ トワ） / キュアスカーレット
声 - 沢城みゆき

### 魔法つかいプリキュア!
ことは（キュアフェリーチェ）はオールスターズ作品では初登場となる。
プリキュア
朝日奈 みらい（あさひな みらい） / キュアミラクル
声 - 高橋李依
十六夜 リコ（いざよい リコ） / キュアマジカル
声 - 堀江由衣
花海 ことは（はなみ ことは） / キュアフェリーチェ
声 - 早見沙織
ぬいぐるみ
モフルン
声 - 齋藤彩夏
みらい（ミラクル）の想い出を元にした空間において、巨大な姿で登場し、ブラック・ホワイト・マシェリ・アムールを追いかけ回す。途中から転がってくる大量の冷凍みかんとともに追いかけ回したり、ブラックたち4人が立っている巨大な魔法の杖にぶら下がって揺らして4人を杖から振り落とすが、本人に悪いことをしている意識はないようで遊んでいるだけの感覚のようである。

### キラキラ☆プリキュアアラモード
全員オールスターズ作品では初登場となる。
プリキュア
宇佐美 いちか（うさみ いちか） / キュアホイップ
声 - 美山加恋
有栖川 ひまり（ありすがわ ひまり） / キュアカスタード
声 - 福原遥
立神 あおい（たてがみ あおい） / キュアジェラート
声 - 村中知
琴爪 ゆかり（ことづめ ゆかり） / キュアマカロン
声 - 藤田咲
剣城 あきら（けんじょう あきら） / キュアショコラ
声 - 森なな子
キラリン / キラ星 シエル（キラほし シエル） /  キュアパルフェ
声 - 水瀬いのり

### 本作品の敵
ミデン
声 - 宮野真守
本作品における事件の首謀者。白いてるてる坊主のような姿の怪物で、布状の身体に細長い両腕を生やした身体が特長。一人称は「ボク」もしくは「私」。
その正体は、製造されたもののメーカーが直後に倒産し、市場に出回らず人間に使われることがなかった、ミデルタD9（ディーナイン）の元祖ともいわれる古いフィルム一眼レフカメラ「MIDEN F-MkII」（ミデンエフマークツー）が自我をもった存在で、想い出が何もない自分自身に酷く悲観し、相手の想い出を奪う形で自身にも想い出を取り入れようと目論むようになった。
相手の想い出を奪う能力があり、劇中ではそれを使ってプリキュアの記憶や必殺技を奪い、奪った記憶はステンドグラスのパネルに封印し、幼児化したプリキュアを捕らえた部屋に保管している。また、その能力を使用してプリキュアの口癖や決め台詞を真似たり、技を繰り出す際には頭部の形状や胴体の色がオリジナルと似た形状・色に変化する。なお、想い出を奪われたプリキュアは力を失い、はぐたんと同じ程度の幼児の姿に退化してしまう。
物語序盤にて、街で暴れるモンスターを倒したキュアブラックたちの前に出現し、手始めにシャイニールミナスの想い出を奪った後、『HUGっと!プリキュア』のメンバーにも襲いかかり、結果的にはキュアエールを除く4人のプリキュアに加え、駆けつけてきたキュアホワイトの想い出を奪うことに成功する。しかし、ほのかが想い出を取り戻す形でなぎさたちがプリキュアに変身し、彼女たちの浄化技である「プリキュア・チアフルアタック」を受けるが、この時のエールたちから「他人から奪った想い出は自分の物にはならない」と叱責を受けたショックから暴走状態になり、街中の人たちの想い出を奪いながら、それを元に巨大なステンドグラスの城を作り出して引きこもってしまう。
物語中盤にて、はぐたんとハリーによる「ミラクルライト」を用いた応援を受けてプリキュアたちが復活を果たし、小型の分身たちを使役する形で彼女たちとの激しい戦闘になる。
物語終盤では、前述の自分の経緯に同情したキュアエールによる必死の説得によって徐々に沈静化し、最終的にはプリキュアたちの浄化技である「プリキュア・レリーズ・シャイニングメモリー」を受けて昇天した。ミデンが浄化された後は、自分の身体である本来のカメラだけが残されていた。
ミデンの分身体
ミデンがプリキュアとの決戦時に繰り出した無数の分身体。体躯はミデン本体と比べてかなり小さく、黒色の身体に赤い目が特徴。
劇中ではイナゴの大群を思わせる圧倒的な物量でプリキュアに襲い掛かるも、それぞれの想い出を守るプリキュアオールスターズによって一掃される。

モンスター
声 - 木田祐
本作品に登場する謎の怪物。物語の冒頭で横浜みなとみらい21に突如出現し暴れていたが、キュアブラックたちの活躍によって退治される。
なお、従来のシリーズの敵キャラクターとの関係や出現した経緯などについては作中では言及されていない。

### 本作品のオリジナルキャラクター
レポーター
声 - 山本美月
テレビ番組のレポーター。観覧車に乗ってのレポート中にモンスターに襲われた上に、プリキュア達との戦闘に巻き込まれる。その後、ソフトクリームの食レポをおこなっていたところ、幼児化したキュアアンジュとはなの小競り合いに出くわし、混乱する内に右手で持っていたソフトクリームが溶けて号泣するという散々な目に遭った。

## 作品用語
ミラクル♡メモリーズライト
本作品のミラクルライト。先端に白いハート型の蛍光部が付いており、その蛍光部にはキュアブラックとキュアエールの顔が刻まれている。また蛍光部の下周囲には「シリーズ15周年」に因み、15個のハートが添えられている。
ミデンによって想い出を奪われたプリキュア達がそれを取り戻すためのキーアイテムとなっており、なぎさの事を想い出した幼い状態のほのかが叫んだことでライトが出現し、それを点灯させることで想い出や記憶を取り戻し、元の成長した姿に戻ることができた。またエール以外の『HUGっと』の4人もエール・ブラック・ホワイトの戦いを見るうちに応援し始めたことでライトが現れ、それを使って応援することで元の姿へと戻ることができた。
物語の中盤では、スクリーンの向こう側にいる観客がライトを持っていることにはぐたんが気づき、はぐたんとハリーが観客に「これまで見たプリキュアの想い出」を込めてライトを振るよう呼びかける演出がなされており、その力によって全てのプリキュアが復活する。終盤では自らの想い出を元にプリキュア達自らがライトを使った合体技「プリキュア・レリーズシャイニングメモリー」を使ってミデンを浄化した。

## スタッフ
- 原作 - 東堂いづみ（講談社「なかよし」連載）
- 監督 - 宮本浩史
- 脚本 - 香村純子
- オリジナルキャラクターデザイン - 稲上晃、川村敏江、香川久、馬越嘉彦、高橋晃、佐藤雅将、中谷友紀子、宮本絵美子、井野真理恵
- キャラクターデザイン・総作画監督 - 稲上晃
- 音楽 - 林ゆうき
- 美術監督 - 杉本智美
- BGコンセプトアーティスト - 澤井富士彦
- CGディレクター - カトウヤスヒロ
- CGアニメーションスーパーバイザー - 金井弘樹
- 色彩設計 - 竹澤聡
- 撮影監督 - 石塚恵子、高橋賢司
- アニメーション制作 - 東映アニメーション
- 制作 - 映画 HUGっと!プリキュア製作委員会（東映アニメーション、東映、ABCアニメーション、バンダイ、アサツー ディ・ケイ、マーベラス、木下グループ）
- 配給 - 東映

## 主題歌
オープニングテーマ「We can!!HUGっと!プリキュア」
作詞 - 藤本記子（Nostalgic Orchestra）/ 作曲・編曲 - 福富雅之（Nostalgic Orchestra）/ 歌 - 宮本佳那子
エンディングテーマ「DANZEN! ふたりはプリキュア〜唯一無二の光たち〜」
作詞 - 青木久美子 / 作曲 - 小杉保夫 / 編曲 - 高木洋 / 歌 - 五條真由美 / 振り付け - 振付稼業air:man
初代オープニングテーマである「DANZEN! ふたりはプリキュア」の歌詞を一部変更しアレンジしなおした曲で、歌唱もオリジナルアーティストである五條真由美がそのまま担当。エンディング映像は『奇跡の魔法!』以来となる、プリキュアたちによるダンスをメインとしたものとなっている。また、『HUGっと!』のはぐたんとハリーも登場する。
挿入歌「リワインドメモリー」
作詞 - 咲岡里奈、作曲・編曲 - 三好啓太、歌 - 五條真由美・宮本佳那子

## テレビ放送

### テレビ朝日系列での放送
2022年に発生した東映アニメーションの社内システムへの不正アクセスと、それへの対応に伴う『デリシャスパーティ♡プリキュア』の新作エピソードの制作・放送中断を受け、その代替措置として2022年3月20日から4月3日の3週にわたって、同作品が放送されている朝日放送テレビ制作・テレビ朝日系列の日曜8時台後半にて、「特別編集版」として本作品の分割放送が行われた。異例の形とはいえ、これが本作品としては初の地上波テレビ、およびテレビ朝日系全国ネットでの放送となった。
放送自体は放送枠の時間内に納まるように3分割かつ一部シーンを省略しているほか、冒頭部と末尾部には『デリシャスパーティ♡プリキュア』のキュアプレシャス（声：菱川花菜）、キュアスパイシー（声：清水理沙）、キュアヤムヤム（声：井口裕香）のメッセージが挿入されていた。

### 独立局での放送
2023年1月3日10時 - 11時20分（JST）に、TOKYO MXにて新春特番として、地上波では初のノーカットでのテレビ放送が行われた。

## ネット配信
- YouTubeの「東映アニメーションミュージアムチャンネル」では『映画 プリキュアオールスターズF』（2023年9月15日公開）の公開を記念して、2023年8月10日から同年同年17日まで、本作品と短編作品『ちょ〜短編 プリキュアオールスターズ GoGoドリームライブ』（2008年公開）が2本立てで配信された[31]。

## 関連商品
- 音楽CD『映画「HUGっと!プリキュア・ふたりはプリキュア オールスターズメモリーズ」主題歌シングル』（マーベラス/ソニー・ミュージックマーケティング、2018年10月24日発売、初回生産限定盤:MJSS-09218〜9、通常盤:MJSS-09220）
  - 初回限定生産盤同梱DVDには『HUGっと!プリキュア』テレビ放送時のエンディングとして用いられた「DANZEN!ふたりはプリキュア〜唯一無二の光たち〜」のTVサイズ映像を収録。
- 音楽CD『映画「HUGっと!プリキュア・ふたりはプリキュア オールスターズメモリーズ」オリジナルサウンドトラック』（マーベラス/ソニー・ミュージックマーケティング、2018年10月24日発売、MJSA-01256）
- DVD/BD『映画 HUGっと!プリキュア♡ふたりはプリキュア オールスターズメモリーズ』（マーベラス/ポニーキャニオン、2019年3月6日発売）
  - DVD特装版（PCBX-51782）/DVD通常版（PCBX-51783）/Blu-ray特装版（PCXX-50149）
  - 日本語字幕付、ピクチャーレーベル仕様。特装版は映像特典としてノンテロップOP/ED、完成披露試写舞台挨拶と初日舞台挨拶のダイジェスト映像、「We Can!! HUGっと!プリキュア」宮本佳那子版PV、主題歌メドレームービー、「リワインドメモリー」スペシャルPV、「DANZEN!ふたりはプリキュア〜唯一無二の光たち〜」のダンスレクチャー映像、予告&番組内告知集を収録、特製ブックレットを同梱。

## プロモーション

### 前売り券
プレゼント付き前売り券「いっしょにあそぼう♡ベビープリキュアシール」
2018年7月13日発売。劇中に登場するベビープリキュアたちが遊んでいた部屋がデザインされた台紙とベビープリキュア達のシールがセットで付属され、「ピンク」または「ブルー」の2色のうちいずれかがプレゼントされる。シールは色によって作品ごとに分かれており、それぞれ付属されるプリキュアが異なっている。

### 入場者プレゼント
「ミラクル♡メモリーズライト」
前作に続き、本作品でもミラクルライトによる鑑賞者参加型システムは継続され、中学生以下の入場者に配布される。
「ミライクリスタル〜キュアエール&キュアブラック〜」
先着20万名の中学生以下の入場者にプレゼント。キュアエールとキュアブラックを模ったデザインとなっており、いずれもバンダイから発売された「変身タッチフォン♡プリハート」「お世話たっぷり おしゃべりはぐたん」「メロディソード」「ツインラブギター」の玩具4種類と連動させて遊ぶことが可能。

### イベント・キャンペーン
ローソン
2018年7月10日から8月27日までの期間、『快盗戦隊ルパンレンジャーVS警察戦隊パトレンジャー en film』と共同でキャンペーンを実施。レシート応募キャンペーンも実施された。
西武鉄道
2018年8月1日から8月31日までの期間、『劇場版 仮面ライダービルド Be The One』と共同で本作品の公開を記念したスタンプラリーを開催。一部を除く西武線各駅の自動券売機でラリー用の「1日フリーきっぷ」を購入、きっぷ付属の引換券をスタンプ台設置駅で引き替え、スタンプを6駅以上押して達成賞引き替え場所で提示すると、達成賞として「オリジナルぬりえセット」がもらえるほか、同時に渡される応募はがきを送ると抽選でWチャンス賞としてグッズがプレゼントされた。
従来のシリーズ作品と同様に、本作品でも下記の横浜市との大規模なタイアップが行われた。また横浜みなとみらい21を始めとする横浜市の各所が、冒頭のシーンを始めとした作中の随所で舞台の一部として用いられている。
「みなとみらいスマートフェスティバル2018 × Dance Dance Dance ＠ YOKOHAMA 2018」
同イベントの一環で2018年9月8日と17日に歴代プリキュアの着ぐるみが出演し、ダンスチームとダンスを披露するステージが行われた。
横浜ランドマークタワー
2018年9月22日から30日までの期間、展望フロア「スカイガーデン」にて「プリキュア15周年記念展示in横浜ランドマークタワー」として各種資料やイラスト、玩具の記念展示が行われた。開催前日の21日には山本美月をゲストに招いた女性のみのイベント「PRECURE GIRLS' NIGHT」も開催された。
横浜ブルク13
映画公開前週の10月21日に先行披露上映会を開催。
グランモール公園ほか
本作品に登場する歴代55人全プリキュアの着ぐるみが総登場し、パレードやグリーティングイベントを開催。
横浜人形の家
本作品の公開を記念した記念展示が開催された。

### 関連作品
『HUGっと!プリキュア』
2018年6月24日・7月1日放送分（第21・22話）にキュアブラックとキュアホワイトが客演した。このうち第22話では本作品のエンディング映像並びに主題歌も初披露された。また、同作品の2018年10月14日・21日放送分（第36・37話）でも本作品との連動企画として、前出の2人に加え『Max Heart』のシャイニールミナス、『5/5GoGo!』のキュアドリーム、『フレッシュ』のキュアピーチ・シフォン・タルト、そして『スーパースターズ!』で本作品の初期メンバーと共演している『魔法つかい』のメンバー全員とモフルン（キュアモフルン）、『アラモード』のメンバー全員とペコリン（キュアペコリン）が登場し、残りの歴代プリキュアは第37話に登場する。このほか、第36話・37話共通では『アラモード』のいちご山の長老、第36話では『5/5GoGo!』のブンビー・『魔法つかい』の魔法界の人々・『アラモード』のその他のいちご山の妖精、第37話では残りの一部の歴代妖精・一部の番外味方プリキュア・残りの一部の歴代プリキュアの協力者・残りの改心した元敵組織の幹部・一部の歴代敵組織の怪物・クロスオーバー映画シリーズのキュアエコー、同話のエピローグでは『フレッシュ』のカオルちゃんも登場した。